# Fekete Mihály (színművész)
Fekete Mihály írói álneve Csongrád, született Svarcz Mór (Csongrád, 1884. december 31. – Kolozsvár, 1960. április 16.) magyar színművész, rendező, színműíró.

## Életútja
Svarcz Izidor és Svarcz Jozefa fia. Szegeden végezte középiskolai tanulmányait, majd Budapesten a Színművészeti Akadémiát. Színészi tevékenységét 1903-ban Krecsányi Ignác Budán és Temesvárt játszó társulatánál kezdte. Temesvár, Pécs és Pozsony után 1911-ben Janovics Jenő Kolozsvárra szerződtette. Egy évtizeden át játszott és rendezett a kolozsvári színházban. 1922-ben a marosvásárhelyi, majd 1923-ban a temesvári színház igazgatója. Kolozsvárra 1930-ban tért vissza rendező és színész minőségben.
Amikor 1941-ben a faji megkülönböztetés leparancsolta a színpadról, társulatot hozott létre, melynek tagjai közt volt Bárdi Teréz, Forgách Sándor és Kovács György. Az előadásokat a kolozsvári Vasmunkás Otthonban rendezték. 1944 októberében újjászervezte a kolozsvári Magyar Színházat, ahol élete végéig játszott.
Két színdarabját (Temesvár megvétele, 1911; Bakócz Tamás, 1913) a temesvári színház mutatta be. Szabó Imrével írt darabja a Csodák éjszakája (1935). Rövid színes írásai jelentek meg Temesváron A Toll c. folyóiratban, cikkei és novellái a Brassói Lapokban. Ifjúkorában – temesvári évei alatt – meleg barátság fűzte Gozsdu Elekhez, az 1930-as években pedig sokat tett hazai szerzők darabjainak bemutatásáért. Többek közt színpadra vitte Tamási Áron Népszakértők és Sipos Domokos Zokog a porszem c. játékait. Kötetei: A temesvári színészet története (Temesvár, 1911); Faluról falura (Temesvár, 1929).

## Az 1910-es években rendezett filmjei
- A tolonc (1914)
- Bánk bán (1914)
- Szibéria (1916)
- A vágy (1917)
- A vén bakancsos és fia, a huszár (1917)
- A Métely (1918)
- Doktorok tragédiája (1918)
- A Gyurkovics leányok (1918)
- A kancsuka hazájában (1918)
- Akik életet cseréltek (1919)